# Icilio Missiroli
Icilio Missiroli (San Zaccaria di Ravenna, 15 marzo 1898 – Forlì, 12 gennaio 1979) è stato un saggista, commediografo e politico italiano.

## Biografia
La sua carriera di insegnante cominciò nelle scuole elementari di Forlì e culminò nel 1936 con la cattedra di Storia e filosofia al Liceo classico "Morgagni".
Nel 1923, in seguito alla riforma scolastica di Giovanni Gentile e dei programmi sui testi scolastici curati da Giuseppe Lombardo Radice, scrisse un Sussidiario per le classi III, IV e V delle scuole elementari dal titolo Romagna pubblicato all'interno della collana Almanacchi Regionali Bemporad per i Ragazzi. Nel 1938 pubblicò L'imperatore dei maghi. Favola in tre atti, con illustrazioni di Ettore Nadiani e musica di Ottone Furlani. Fu più volte direttore della rivista «Pensiero romagnolo».
È stato autore di commedie in lingua romagnola di grande successo. Tra i suoi titoli, E' post dri l'irola.
Esponente del Partito Repubblicano Italiano, nel secondo dopoguerra ricoprì la carica di sindaco della città di Forlì dal 1956 al 1965.

## Opere

### Saggistica
- Romagna, Bemporad, Firenze 1924 (ristampa anastatica con un saggio introduttivo di Giuseppe Bellosi, 2000).
- Lotte forlivesi per la libertà (1831-32), Comune di Forlì, 1934
- Biondo Flavio nel quinto centenario dalla morte, 1463-1963 [s.n. 1963?] (Rocca San Casciano, Arti grafiche F. Cappelli)
- Mazzini e Saffi, Faenza, F.lli Lega, 1972 (estratto da «Studi Romagnoli» n. 23/1972, pp. 104-156)
- Giuseppe Valentini, poeta, prosatore, scrittore di teatro, Forlì, Tipo-litografia forlivese, 1973
- Il teatro in dialetto romagnolo, Edizioni del Girasole, Ravenna 1977
- Eria 'd Rumagna. Cinquanta xilografie originali, Forlì, Cig, stampa 1977 (Missiroli presenta e commenta le xilografie di Ettore Nadiani)

### Teatro
- Il giuoco della beneficenza. Commedia in un atto; L'eroina: monologo, Ravenna, Garavini & C., 1917
- Clu ch's-cefla. Scene in un atto, Faenza, F.lli Lega, 1924
- E' vlen. Tre atti, Faenza, Montanari, 1925
- E post dri l'urola. Tre atti, Forlì, Società tipografica forlivese, 1928
- Lassi fe la burdela. Un atto, Forlì, Società Tipografica Forlivese, 1930
- Una rumagnola. Tre episodi, Forlì, Tipo-litografia forlivese, 1969
- Amor d'campagna. Tre atti, Ravenna, Edizioni del Girasole, 1977